# Arch
Arch is een gemeente en plaats in het Zwitserse kanton Bern, en maakt deel uit van het district Seeland.
Arch telt 1.518 inwoners.